# Брукгейвен (Пенсільванія)
Брукгейвен (англ. Brookhaven) — місто (англ. borough) в США, в окрузі Делавер штату Пенсільванія. Населення — 8300 осіб (2020).

## Географія
Брукгейвен розташований за координатами 39°52′16″ пн. ш. 75°23′29″ зх. д. / 39.87111° пн. ш. 75.39139° зх. д. (39.871096, -75.391253).  За даними Бюро перепису населення США в 2010 році місто мало площу 4,43 км², з яких 4,42 км² — суходіл та 0,01 км² — водойми.

## Демографія
Згідно з переписом 2010 року, у селищі мешкало 8006 осіб у 3535 домогосподарствах у складі 2133 родин. Густота населення становила 1808 осіб/км².  Було 3690 помешкань (833/км²).
Расовий склад населення:
| - 92,4 % — білих - 3,7 % — чорних або афроамериканців - 1,9 % — азіатів - 0,1 % — корінних американців |

До двох чи більше рас належало 1,6 %. Частка іспаномовних становила 2,0 % від усіх жителів.
За віковим діапазоном населення розподілялося таким чином: 18,6 % — особи молодші 18 років, 63,0 % — особи у віці 18—64 років, 18,4 % — особи у віці 65 років та старші. Медіана віку мешканця становила 42,5 року. На 100 осіб жіночої статі у селищі припадало 88,9 чоловіків;  на 100 жінок у віці від 18 років та старших — 86,2 чоловіків також старших 18 років.
Середній дохід на одне домашнє господарство  становив 77 132 долари США (медіана — 65 130), а середній дохід на одну сім'ю — 95 443 долари (медіана — 97 845). Медіана доходів становила 53 003 долари для чоловіків та 51 165 доларів для жінок. За межею бідності перебувало 4,8 % осіб, у тому числі 3,0 % дітей у віці до 18 років та 5,9 % осіб у віці 65 років та старших.
Цивільне працевлаштоване населення становило 4286 осіб. Основні галузі зайнятості: освіта, охорона здоров'я та соціальна допомога — 28,8 %, виробництво — 11,0 %, науковці, спеціалісти, менеджери — 10,3 %, роздрібна торгівля — 10,1 %.